# Cratyna ciliocera
Cratyna ciliocera är en tvåvingeart som beskrevs av Werner Mohrig 2003. Cratyna ciliocera ingår i släktet Cratyna och familjen sorgmyggor.
Artens utbredningsområde är Costa Rica. Inga underarter finns listade i Catalogue of Life.